# Canada Masters 2004 - Qualificazioni singolare maschile
Le qualificazioni del singolare maschile del Canada Masters 2004 sono state un torneo di tennis preliminare per accedere alla fase finale della manifestazione. I vincitori dell'ultimo turno sono entrati di diritto nel tabellone principale. In caso di ritiro di uno o più giocatori aventi diritto a questi sono subentrati i lucky loser, ossia i giocatori che hanno perso nell'ultimo turno ma che avevano una classifica più alta rispetto agli altri partecipanti che avevano comunque perso nel turno finale.
Le qualificazioni del torneoCanada Masters  2004 prevedevano 32 partecipanti di cui 8 sono entrati nel tabellone principale.

## Teste di serie
1. Michaël Llodra (Qualificato)
2. Karol Beck (Qualificato)
3. Cyril Saulnier (ultimo turno)
4. Julien Benneteau (Qualificato)
5. Hyung-Taik Lee (Qualificato)
6. Lu Yen-hsun (primo turno)
7. Thomas Johansson (ultimo turno)
8. Thierry Ascione (primo turno)

1. Jan Hernych (Qualificato)
2. Sébastien de Chaunac (primo turno)
3. Alex Bogomolov Jr. (Qualificato)
4. Glenn Weiner (ultimo turno)
5. Todd Reid (Qualificato)
6. Harel Levy (ultimo turno)
7. Noam Okun (primo turno)
8. Julien Jeanpierre (ultimo turno)

## Qualificati
1. Michaël Llodra
2. Karol Beck
3. Alex Bogomolov Jr.
4. Julien Benneteau

1. Hyung-Taik Lee
2. Michel Kratochvil
3. Jan Hernych
4. Todd Reid

## Tabellone

### Legenda
| - Q = Qualificato - WC = Wild card - LL = Lucky loser | - ALT = Alternate - SE = Special Exempt - PR = Protected Ranking | - w/o = Walkover - r = Ritirato - d = Squalificato |

### Sezione 1
|  | Primo turno | Primo turno       | Primo turno       | Primo turno | Primo turno |  |  | Ultimo turno | Ultimo turno      | Ultimo turno      | Ultimo turno | Ultimo turno |  |
|  |             |                   |                   |             |             |  |  |              |                   |                   |              |              |  |
|  | 1           | Michaël Llodra    | 64                | 6           | 6           |  |  |              |                   |                   |              |              |  |
|  |             | Rik De Voest      | 7                 | 3           | 4           |  |  | 1            | Michaël Llodra    | Michaël Llodra    | 6            | 6            |  |
|  | 16          | Julien Jeanpierre | Julien Jeanpierre | 6           | 7           |  |  | 16           | Julien Jeanpierre | Julien Jeanpierre | 4            | 2            |  |
|  |             | Dejan Cvetkovic   | Dejan Cvetkovic   | 0           | 5           |  |  |              |                   |                   |              |              |  |

### Sezione 2
|  | Primo turno | Primo turno       | Primo turno       | Primo turno | Primo turno |  |  | Ultimo turno | Ultimo turno | Ultimo turno | Ultimo turno | Ultimo turno |  |
|  |             |                   |                   |             |             |  |  |              |              |              |              |              |  |
|  | 2           | Karol Beck        | 2                 | 6           | 6           |  |  |              |              |              |              |              |  |
|  |             | Dick Norman       | 6                 | 3           | 3           |  |  | 2            | Karol Beck   | Karol Beck   | 6            | 7            |  |
|  | 12          | Glenn Weiner      | Glenn Weiner      | 6           | 7           |  |  | 12           | Glenn Weiner | Glenn Weiner | 1            | 5            |  |
|  |             | Marco Chiudinelli | Marco Chiudinelli | 4           | 65          |  |  |              |              |              |              |              |  |

### Sezione 3
|  | Primo turno | Primo turno        | Primo turno        | Primo turno | Primo turno |  |  | Ultimo turno | Ultimo turno       | Ultimo turno | Ultimo turno | Ultimo turno |  |
|  |             |                    |                    |             |             |  |  |              |                    |              |              |              |  |
|  | 3           | Cyril Saulnier     | Cyril Saulnier     | 6           | 7           |  |  |              |                    |              |              |              |  |
|  |             | Sanjin Sadovich    | Sanjin Sadovich    | 3           | 5           |  |  | 3            | Cyril Saulnier     | 6            | 4            | 4            |  |
|  | 11          | Alex Bogomolov Jr. | Alex Bogomolov Jr. | 6           | 6           |  |  | 11           | Alex Bogomolov Jr. | 3            | 6            | 6            |  |
|  |             | Nenad Zimonjić     | Nenad Zimonjić     | 1           | 4           |  |  |              |                    |              |              |              |  |

### Sezione 4
|  | Primo turno | Primo turno       | Primo turno       | Primo turno | Primo turno |  |  | Ultimo turno | Ultimo turno     | Ultimo turno     | Ultimo turno | Ultimo turno |  |
|  |             |                   |                   |             |             |  |  |              |                  |                  |              |              |  |
|  | 4           | Julien Benneteau  | Julien Benneteau  | 6           | 6           |  |  |              |                  |                  |              |              |  |
|  |             | Andrew Piotrowski | Andrew Piotrowski | 3           | 1           |  |  | 4            | Julien Benneteau | Julien Benneteau | 6            | 7            |  |
|  | 14          | Harel Levy        | Harel Levy        | 6           | 7           |  |  | 14           | Harel Levy       | Harel Levy       | 3            | 5            |  |
|  |             | Julian Knowle     | Julian Knowle     | 3           | 64          |  |  |              |                  |                  |              |              |  |

### Sezione 5
|  | Primo turno | Primo turno      | Primo turno      | Primo turno | Primo turno |  |  | Ultimo turno | Ultimo turno   | Ultimo turno   | Ultimo turno | Ultimo turno |  |
|  |             |                  |                  |             |             |  |  |              |                |                |              |              |  |
|  | 5           | Hyung-Taik Lee   | 2                | 6           | 6           |  |  |              |                |                |              |              |  |
|  |             | Wang Yeu-tzuoo   | 6                | 4           | 3           |  |  | 5            | Hyung-Taik Lee | Hyung-Taik Lee | 6            | 6            |  |
|  |             | Noam Okun        | Noam Okun        | 7           | 6           |  |  |              | Noam Okun      | Noam Okun      | 4            | 3            |  |
|  | 15          | Jeff Salzenstein | Jeff Salzenstein | 64          | 3           |  |  |              |                |                |              |              |  |

### Sezione 6
|  | Primo turno | Primo turno          | Primo turno       | Primo turno | Primo turno |  |  | Ultimo turno         | Ultimo turno         | Ultimo turno         | Ultimo turno | Ultimo turno |  |
|  |             |                      |                   |             |             |  |  |                      |                      |                      |              |              |  |
|  |             | Michel Kratochvil    | Michel Kratochvil | 6           | 7           |  |  |                      |                      |                      |              |              |  |
|  | 6           | Lu Yen-hsun          | Lu Yen-hsun       | 1           | 62          |  |  | Michel Kratochvil    | Michel Kratochvil    | Michel Kratochvil    | 6            | 6            |  |
|  |             | Sébastien de Chaunac | 5                 | 6           | 6           |  |  | Sébastien de Chaunac | Sébastien de Chaunac | Sébastien de Chaunac | 3            | 2            |  |
|  | 10          | Nicolás Lapentti     | 7                 | 3           | 3           |  |  |                      |                      |                      |              |              |  |

### Sezione 7
|  | Primo turno | Primo turno      | Primo turno      | Primo turno      | Primo turno |  |  | Ultimo turno | Ultimo turno     | Ultimo turno | Ultimo turno | Ultimo turno |  |
|  |             |                  |                  |                  |             |  |  |              |                  |              |              |              |  |
|  | 7           | Thomas Johansson | Thomas Johansson | Thomas Johansson | 5           |  |  |              |                  |              |              |              |  |
|  |             | Gastón Etlis     | Gastón Etlis     | Gastón Etlis     | 1r          |  |  | 7            | Thomas Johansson | 4            | 7            | 63           |  |
|  | 9           | Jan Hernych      | 6                | 6(1)             | 6           |  |  | 9            | Jan Hernych      | 6            | 6            | 7            |  |
|  |             | Andy Ram         | 0                | 7                | 1           |  |  |              |                  |              |              |              |  |

### Sezione 8
|  | Primo turno | Primo turno     | Primo turno     | Primo turno | Primo turno |  |  | Ultimo turno | Ultimo turno  | Ultimo turno  | Ultimo turno | Ultimo turno |  |
|  |             |                 |                 |             |             |  |  |              |               |               |              |              |  |
|  |             | Arvind Parmar   | Arvind Parmar   | 7           | 7           |  |  |              |               |               |              |              |  |
|  | 8           | Thierry Ascione | Thierry Ascione | 5           | 63          |  |  |              | Arvind Parmar | Arvind Parmar | 3            | 4            |  |
|  | 13          | Todd Reid       | Todd Reid       | 6           | 6           |  |  | 13           | Todd Reid     | Todd Reid     | 6            | 6            |  |
|  |             | Philip Gubenco  | Philip Gubenco  | 3           | 4           |  |  |              |               |               |              |              |  |